# КрАЗ-6437
КрАЗ-6437 (англ. KrAZ-6437) — сімейство вантажних повнопривідних сідлових тягачів з колісною формулою 6х6 капотного компонування призначених для перевезення лісу.
Перший у своєму сімействі автомобіль був представлений в Москві 1984 році на виставці автомобільної техніки "Автопром-84". Серійне виробництво старувало в 1988 році.
По своїй конструкції автомобіль схожий на КрАЗ-260, але комплектувався двигуном ЯМЗ-238Ф без турбіни, потужністю 320 кінських сил і двохскатною ошиновкою середнього і заднього мостів. Максимальна швидкість навантаженого автомобіля 60 км/год. Маса автопоїзда 11,2 тонни, а вантажопідйомність становить 30 тонн.

## Модифікації
- КрАЗ-6437 — лісовоз, базова модель.
- КрАЗ-64371 — лісовоз з односкатною або двоскатною ошинковкою задніх мостів, кабіною від КрАЗ-6322 і турбодизельним двигуном ЯМЗ-238Д потужністю 330 к.с.
- КрАЗ-64372 тип 1 «Лісник» — лісовоз з односкатною ошинковкою задніх мостів, вантажопідйомністю 26,2 т, кабіною від КрАЗ-6322 і турбодизельним двигуном ЯМЗ-238ДЕ2 потужністю 330 к.с.
- КрАЗ-64372 тип 2 «Лісник» — лісовоз з двоскатною ошинковкою задніх мостів, вантажопідйомністю 30,5 т, кабіною від КрАЗ-6322 і турбодизельним двигуном ЯМЗ-238ДЕ2 потужністю 330 к.с.